# هاسلت (تكساس)
هاسلت (بالإنجليزية: Haslet)‏ هي مدينة أمريكية تقع في ولاية تكساس.تبلغ مساحة هذه المدينة 21.2 (كم²)،ويبلغ عدد سكانها 1517 نسمة حسب إحصاء سنة 2010 م.